# Punta dels Corcons
El Punta dels Corcons és una muntanya de 950 metres que es troba al municipi d'Horta de Sant Joan, a la comarca de la Terra Alta.